# Władimir Browikow
Władimir Browikow (ros. Владимир Бровиков, Uładzimir Browikau biał. Уладзімір Бровікаў; ur. 12 maja 1931 w Wietce w obwodzie homelskim, zm. 10 lutego 1992 w Moskwie) – sowiecki działacz partyjny i dyplomata, premier Białoruskiej SRR (1983–1986), ambasador ZSRR w Polsce (1986–1990). 

## Życiorys
W 1955 ukończył Białoruski Uniwersytet Państwowy, a w 1969 uzyskał doktorat z filozofii w Akademii Nauk Społecznych przy KC KPZR. Członek KPZR od 1958, pracownik aparatu partyjnego w Orszy od 1963. Od 1969 do 1970 redaktor naczelny gazety „Witiebskij Raboczij” (wcześniej pracował w szeregu innych gazet w obwodzie witebskim), w latach 1970–1972 sekretarz komitetu obwodowego, od 1972 członek aparatu Komitetu Centralnego Komunistycznej Partii Związku Radzieckiego (KC KPZR), początkowo inspektor a następnie pomocnik sekretarza KC KPZR, w latach 1973–1978 zastępca kierownika oddziału pracy partyjno-organizacyjnej w Minsku, od 1978 do 1983 drugi sekretarz Komitetu Centralnego Komunistycznej Partii Białorusi. Członek KC KPZR w latach 1981–1990. Deputowany do Rady Najwyższej ZSRR w latach 1979–1989. Przewodniczący Rady Ministrów Białoruskiej SRR w okresie od 8 lipca 1983 do 10 stycznia 1986. Odznaczony m.in. Orderem Lenina. Był krytykiem polityki Michaiła Gorbaczowa.
Ambasador ZSRR w PRL w latach 1986–1990. Od 1990 na emeryturze.
Pochowany na Cmentarzu Nowodziewiczym w Moskwie.